# Kai Bracht
Kai Bracht (* 27. April 1978 in Eberbach) ist ein ehemaliger deutscher Skispringer und wohnt in Oberstdorf. Seine Karriere begann er auf der Katzenbuckelschanze im Odenwald. 1996 war er Juniorenweltmeister. Derzeit arbeitet er als Bundestrainer für die Nordischen Kombinierer. Kai Bracht ist der jüngere Bruder von Timo Bracht, deutscher Triathlet und Ironman-Europameister 2009.

## Werdegang
Bracht debütierte in der Saison 1994/95 im Continental Cup. Drei Mal sprang er beim  Continental-Cup-Springen auf Platz eins. Bei den Juniorenweltmeisterschaften 1996 in Asiago holte er mit dem Team den dritten Platz. Sein Debüt im Weltcup folgte am 24. Januar 2002 in Hakuba. Das beste Ergebnis holte er im Teamweltcupspringen in Sapporo mit Platz vier. Bei der Winter-Universiade in Innsbruck/Seefeld belegte er den 15. Platz. Bei den Deutschen Meisterschaften wurde er dreimal Meister im Team, einmal Meister im Einzel, einmal zweiter im Team und zweimal dritter im Team.
Kai Bracht ist heute  im Team der DSV-Kombinierer zusammen mit Heinz Kuttin als Disziplintrainer Springen tätig, zuvor gemeinsam mit Ronny Ackermann.

## Erfolge

### Continental-Cup-Siege im Einzel
| Nr. | Datum              | Ort       | Typ           |
| --- | ------------------ | --------- | ------------- |
| 1.  | 19. August 2001    | Raelingen | Normalschanze |
| 2.  | 24. August 2002    | Raelingen | Normalschanze |
| 3.  | 21. September 2002 | Calgary   | Normalschanze |
| 4.  | 28. Februar 2003   | Ishpeming | Normalschanze |

### Continental-Cup-Siege im Team
| Nr. | Datum              | Ort     | Typ         |
| --- | ------------------ | ------- | ----------- |
| 1.  | 30. September 2001 | Oberhof | Großschanze |

## Statistik

### Weltcup-Platzierungen
| Saison  | Platz | Punkte |
| ------- | ----- | ------ |
| 2001/02 | 077.  | 0005   |
| 2002/03 | 073.  | 0006   |
| 2004/05 | 082.  | 0004   |

### Continental-Cup-Platzierungen
| Saison  | Platz | Punkte |
| ------- | ----- | ------ |
| 1994/95 | 136.  | 0048   |
| 1995/96 | 093.  | 0095   |
| 1996/97 | 149.  | 0046   |
| 1997/98 | 132.  | 0067   |
| 1998/99 | 125.  | 0086   |
| 1999/00 | 177.  | 0032   |
| 2000/01 | 004.  | 0662   |
| 2001/02 | 004.  | 0660   |
| 2002/03 | 002.  | 1026   |
| 2003/04 | 065.  | 0117   |
| 2004/05 | 115.  | 0040   |
| 2005/06 | 061.  | 0147   |
| 2006/07 | 067.  | 0012   |